# Praktisk Teoretisk Grunduddannelse
Ungdomshøjskolen PTG (Praktisk Teoretisk Grunduddannelse) er en Tvind-skole som modtager unge med særlige vanskeligheder såvel som velfungerende unge uden særlige vanskeligheder. PTG oprettedes i 1999 og blev i 2002 godkendt af Ringkjøbing Amt som igangværende botilbud for voksne (SEL §107). 
Ungdomshøjskolen PTG har 25 pladser og kendetegnes af at have særlige programelementer såsom studierejser til Afrika, Indien, USA og Europa, ballonflyvning, praktiske projekter og undervisning på folkeskole- og HF niveau. 